# Idioma tayo
Tayo también conocido como patois de Saint-Louis, es una lengua criolla con base francesa hablada en Nueva Caledonia. Es la lengua comunitaria de una ciudad, Saint-Louis, que está situada a 17 kilómetros de la capital Numea.
Desde 1860 Saint-Louis era una misión de los padres maristas que atrajo a las escuelas de la misión a grupos de canacos que hablaban un número de lenguas mutuamente incomprensibles. Saint-Louis también fue un importante centro agrícola donde destacaba la producción de azúcar y ron. Trabajadores de diversos orígenes étnicos y sociales, como Vanuatu, Polinesia Francesa y la isla de la Reunión, India , Malasia , Java ( Indonesia ) y de puntos tan lejanos como África Occidental y Antillas, así como miles de convictos franceses que trabajaban la tierra alrededor de la misión.
El tayo surgió alrededor de 1920 de la necesidad de una lengua de comunicación interétnica. Su léxico se extrae principalmente del francés —de los maristas, los convictos y, posiblemente de las variedades de criollo de la Reunión hablado por los colonos y trabajadores contratados que entraron en contacto con los canacos de Saint-Louis—. Su gramática y sintaxis está fuertemente influenciada por las lenguas melanesias los primeros habitantes, pero las estructuras también son congruentes con variedades del francés, y, en cierta medida, con el criollo de Reunión. Además hay muchos wallisianos que lo tienen como segunda lengua.